# Pöndorf
Pöndorf är en ort och kommun i Österrike. Den ligger i distriktet Vöcklabruck i förbundslandet Oberösterreich, 220 kilometer väster om huvudstaden Wien. 
Kommunen består av 28 orter (Ortschaften) (inom parentes invånarantal 1 januari 2024):

- Bergham (414)
- Brunnwies (64)
- Fellern (73)
- Forstern (148)
- Gaisteig (17)
- Geretseck (43)
- Haberpoint (107)
- Haidach (52)
- Hechfeld (20)
- Hocheck (244)
- Kirchham (272)
- Landgraben (32)
- Lascostraße (0)
- Matzlröth (9)
- Nößlthal (48)
- Obermühlham (280)
- Oberschwand (21)
- Pading (31)
- Plain (22)
- Preinröth (29)
- Pöndorf (14)
- Schachen (30)
- Schrofnerstraße (4)
- Schwaigern (117)
- Untermühlham (86)
- Unterreith (94)
- Unterschwand (29)
- Volkerding (137)